# Опан (община)
Опан (болг. Община Опан) — община в Болгарии. Входит в состав Старозагорской области. Население составляет 3026 человек (на 21.07.05 г.).

## Состав общины
В состав общины входят следующие населённые пункты:
1. Баштино
2. Бял-Извор
3. Бяло-Поле
4. Васил-Левски
5. Венец
6. Княжевско
7. Кравино
8. Опан
9. Пыстрен
10. Средец
11. Столетово
12. Тракия
13. Ястребово

## Сотрудничество
Община Опан имеет соглашения о сотрудничестве с белорусским Брестским районом (с 2021) и крымским городом Евпатория (с 2022).